# Multiplicator (economie)
În economie multiplicatorul  desemnează un factor care indică în ce măsură un impuls economic originar (variabila independentă) influențează o mărime explicativă (variabila dependentă). Dacă ratele de modificare ale varabilelor dependente corespund ratelor de modificare ale variabilelor independente, atunci multiplicatorul are valoarea 1. De cele mai multe ori sunt explicate prin acest concept legăturile cauzale la care variabila dependentă se modifică mai mult decât se modifică variabila independentă (multiplicatorul este mai mare decât 1).
Denumirea multiplicator este un termen technic al Keynesianismului. Alături de procesul acceleratorului, procesul multiplicatorului este un mecanism fundamental prin care se ajunge la o consolidare automată a impulsurilor economice. Utilizarea în politică economică a principiului multiplicatorului se face în contextul cerinței de stimulare a cererii la nivel macroeconomic și a  politicii monetare.

## Multiplicatorii în contextul cererii la nivel macroeconomic
Teoria keynesiană utilizează conceptul multiplicatorului pentru a explica diferitele conexiuni în contextul cererii la nivel macroeconomic. Dacă, de exemplu, cererea guvernamentală crește până la o anumită valoare, aceasta nu determină creșterea în aceeași proporție a cererii agregate (în acest caz multiplicatorul ar fi egal cu 1), ci într-o măsură mult mai mare. Acest fapt se explică prin faptul că cheltuielile guvernamentale sporite (impulsul primar) reprezintă câștiguri pentru alți subiecți economici cărora li se mărește cererea. Efectele secundare conduc la un multiplicator mai mare decât 1, ceea ce înseamnă că impulsul originar de cerere conduce la o creștere a cererii totale într-o măsură nu egală, ci mai mare. Criticii Keynesianusmului sunt de altă părere, aceea că astfel de multiplicatori sunt mai mari decât 1.
Ca multiplicator sunt considerate în cadrul stimulării cererii toate părțile componente ale cererii agregate. 
{\displaystyle Y_{N}=C+I+G+X-IM}
- {\displaystyle Y_{N}}: Produsul intern, Venitul național
- C: Cererea de consum
- I: Investițiile nete
- G: Cererea guvernamentală
- X: Exporturi
- IM: Importuri

### Multiplicatorul cheltuielilor statului (economie închisă)
Multiplicatorul cheltuielilor statului exprimă în ce măsură crește produsul intern brut, dacă consumul guvernamental crește cu 1 €. Multiplicatorul este cu atât mai mare, cu cât cota de economii este mai redusă și este cu atât mai redus cu cât cota de importuri și impozitele sunt mai mari. 
Formal:
{\displaystyle \Delta Y={\frac {\Delta G}{1-c}}} respectiv {\displaystyle \Delta Y={\frac {\Delta G}{s}}}
- Y: Cerere
- G: Cheltuieli guvernamentale
- c: Cota marginală de consum care redă cât de mult se consumă dintr-un venit Y suplimentar.
- s: Cota marginală de economisiri (1-c), care redă cât de mult se economisește dintr-un venit Y suplimentar.

Multiplicatorul este: 
{\displaystyle {\frac {1}{1-c}}={\frac {1}{s}}}

### Multiplicatorul investițiilor (economie închisă)
Conform multiplicatorului investițiilor, o creștere exogenă a cererii de investiții conduce în aceeași măsură la o creștere a cererii și a cheltuielilor guvernamentale.
Formal:
{\displaystyle \Delta Y={\frac {\Delta I}{1-c}}} bzw. {\displaystyle \Delta Y={\frac {\Delta I}{s}}}

### Multiplicatorul exporturilor (economie deschisă)
Într-o economie deschisă trebuie luat în considerare faptul că o parte a cererii ascendente este satisfăcută prin importuri. Valoarea multiplicarotului scade în funcție de mărimea înclinației pentru importuri {\displaystyle m}.
În cazul unei economii deschise, cu investiții nete autonome (independente de venitul Y), cu export autonom {\displaystyle X} (independent de venitul Y) și consum dependent de venit
{\displaystyle C=c\cdot Y}
și de asemenea importuri dependente de venit 
{\displaystyle M=m\cdot Y}
în cazul neglijării activității economice a statului este esențial ca:
{\displaystyle \Delta Y={\frac {1}{1-c+m}}\cdot \Delta X={\frac {1}{s+m}}\cdot \Delta X}
Multiplicatorul este, deci: 
{\displaystyle {\frac {1}{1-c+m}}={\frac {1}{s+m}}}
Dacă activitatea economică este impulsionată prin exporturi suplimentare, venitul Y crește cu atât mai mult cu cât se economisește mai puțin sau cu cât cererea suplimentară este satisfăcută prin mai puține importuri IM, cu cât cota marginală de economii {\displaystyle s}și înclinația spre importuri {\displaystyle m} sunt mai reduse. În modelele mai cuprinzătoare sunt luate în considerare și repercusiunile asupra străinătății, exteriorului. Cererea venită în beneficiul altor țări este de asemenea satisfăcută prin importuri, ceea ce poate duce la creșterea importurilor în propria țară.

### Luarea în considerare a taxelor și impozitelor
Într-o economie închisă, fără comerț exterior este esențial ca:
{\displaystyle Y=C_{0}+C+I+G} (1)
Cererea totală Y este compusă din cererea pentru consum, cererea pentru investiții, cheltuielile guvernamentale și cererea guvernamentală.
Taxele și impozitele T sunt percepute din venitul Y:
{\displaystyle T=t\cdot Y}
Pentru cererea de consum keynesiană C este esențial ca:
{\displaystyle C=C_{0}+c\cdot (Y-T)}
În ecuația (1) Y se află în partea stângă, iar in partea dreaptă apare din nou Y ca mărime. Cât de mare trebuie să fie venitul de echilibru, pentru ca semnul de egalitate din ecuația (1) să fie corect?
Venitul de echilibru Y* este produsul dintre multiplicator și suma mărimilor cererii autonome, dependente de venit:
{\displaystyle Y^{*}={\frac {1}{1-c+c\cdot t}}(C_{0}+I+G)}

{\displaystyle C_{0}}: Consumul privat (autonom), independent de venit

{\displaystyle G}: Cererea guvernamentală 

{\displaystyle I}: Investițiile întreprinzătorului

{\displaystyle t}: Rata impozitului 

{\displaystyle c}: cota marginală de consum
Ecuația exprimă procentul de creștere al venitului în echilibru, atunci când consumul autonom privat {\displaystyle C_{0}}(dat ca independent de venit), investițiile (date ca independente de venit) și în final cheltuielile guvernamentale cresc cu un anumit procent. 
Dacă se cere ca cheltuielile guvernamentale să fie finanțate exclusiv din taxe și impozite, atunci trebuie ca:
{\displaystyle G=T}
astfel încât prin aceasta și cheltuielile guvernamentale să depindă de Y ({\displaystyle G=T=t\cdot Y}),
atunci rezultă pentru schimbările în consumul autonom {\displaystyle C_{0}} sau în investiții următoarea relație a multiplicatorului: 
{\displaystyle Y^{*}={\frac {1}{(1-c)(1-t)}}(C_{0}+I)}

### Teorema Haavelmo
Dacă se ia în considerare ultima formulă și se reflectează ce se întâmplă atunci când rata impozitului {\displaystyle t}, care poate lua valori între 0 și 1, crește (se derivează {\displaystyle Y^{*}} în funcție de {\displaystyle t}), se obține teorema Haavelmo. O valoare mare a lui {\displaystyle t} conduce la un venit de echilibru {\displaystyle Y^{*}} mai mare. 
Multiplicatorul cheltuielilor guvernamentale și multiplicatorul impozitelor și taxelor pot fi folosite în opoziție: o creștere a cheltuielilor guvernamentale {\displaystyle \Delta G}, asociate cu o finanțare din taxe și impozite {\displaystyle \Delta T}, conduc la creșterea venitului de echilibru {\displaystyle Y^{*}}:
{\displaystyle \Delta Y\geq \Delta G=\Delta T}

## Multiplicatorul banilor
Multiplicatorul banilor este definit analog. Acesta exprimă cât de mult crește cantitatea de bani, atunci când banca centrală dă un impuls politico-monetar. Multiplicatorul banilor este cu atât mai scăzut cu cât ratele rezervei minime și rezervei de lichidități sunt mai mari.